# Salon.com

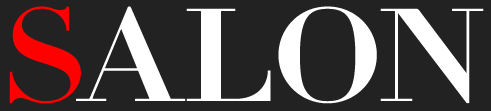
Il logo del sito

Salon.com, parte del Salon Media Group (OTCBB: SLNM), spesso chiamato semplicemente Salon, è una rivista online, che propone ogni settimana un argomento diverso e aggiornato.
Fondatore di Salon è stato David Talbot e il suo primo numero è uscito il 20 novembre 1995.